# Acacia cavena
Acacia cavena é uma espécie de leguminosa do gênero Acacia, pertencente à família Fabaceae.